# Acontia antecedens
Acontia antecedens là một loài bướm đêm trong họ Noctuidae.